# Bảo Hòa
Bảo Hòa là một xã thuộc huyện Xuân Lộc, tỉnh Đồng Nai, Việt Nam.
Chủ tịch Xã hiện nay : Đặng Ngọc Đức
Bí Thư Đảng Ủy hiện nay : Nguyễn Văn Quá

## Địa lý
Xã Bảo Hòa nằm ở phía tây của huyện Xuân Lộc, có vị trí địa lý:
- Phía đông giáp xã Xuân Phú
- Phía nam giáp huyện Cẩm Mỹ
- Phía tây giáp xã Xuân Định
- Phía bắc giáp thành phố Long Khánh (ranh giới tự nhiên là sông Gia Liêu).

## Hành chính
Xã Bảo Hòa được chia thành 4 ấp: Chiến Thắng, Hòa Hợp, Hòa Bình và Bưng Cần.

## Lịch sử
Năm 1994, xã Bảo Hòa được thành lập trên cơ sở một phần diện tích và dân số của xã Xuân Định.
Ngày 6 tháng 11 năm 2006, Uỷ ban Nhân dân tỉnh Đồng Nai ban hành Quyết định 9536/QĐ-UBND, trong đó thành lập ấp Bưng Cần từ một phần ấp Hoà Bình.

## Giao thông
Xã Bảo Hòa nằm bên Quốc lộ 1.